# 玉龙疣螈
玉龙疣螈（学名：Tylototriton houi），一种于中国云南省丽江市玉龙雪山南坡玉水寨发现的两栖动物，隶属于蝾螈科疣螈属。拉丁学名种加词源自中国学者侯勉的姓氏。

## 发表争议
本种是南京林业大学的外籍学者克里斯托夫·迪弗雷纳（Christophe Dufresnes）和阿克塞尔·埃尔南德斯（Axel Hernandez）于2015年在云南丽江开展野外考察，拍摄了当时鉴定为中国国家二级保护动物红瘰疣螈（Tylototriton verrucosus），并采集了一条标本。随后两人以所拍摄和采集的个体为依据，发表描述了本种，并将所采集的模式标本出口至瑞士，最终标本保存于瑞士洛桑动物博物馆（Cantonal Museum of Zoology）。
两位学者在本种采集过程中涉嫌违反了中国生物多样性保护相关法律：
|                                         | 第二十一条 禁止猎捕、杀害国家重点保护野生动物。 因科学研究、种群调控、疫源疫病监测或者其他特殊情况，需要猎捕国家一级保护野生动物的，应当向国务院野生动物保护主管部门申请特许猎捕证；需要猎捕国家二级保护野生动物的，应当向省、自治区、直辖市人民政府野生动物保护主管部门申请特许猎捕证。 第四十三条 外国人在我国对国家重点保护野生动物进行野外考察或者在野外拍摄电影、录像，应当经省、自治区、直辖市人民政府野生动物保护主管部门或者其授权的单位批准，并遵守有关法律法规的规定。 |
| ——中华人民共和国野生动物保护法 (2022年) | |

|                                              | 第六条 禁止出口未定名的或者新发现并有重要价值的野生动植物及其产品。 |
| ——中华人民共和国濒危野生动植物进出口管理条例 |                                                                     |

因此在中国科学院昆明动物研究所主编的《2022年中国两栖、爬行动物分类变动汇总》中拒绝承认依据非法采集、走私标本描述的玉龙疣螈新种。